# Emilio Martín Romero
Emilio Martín Romero (Huelva, 22 de junio de 1982) es un deportista español que compitió en duatlón, tres veces campeón mundial y una vez campeón europeo.

## Trayectoria
Empezó su carrera deportiva como atleta de 1500 y 3000 metros. En 2004 participa como aficionado en un triatlón y durante 2007 y 2008 participa en algún duatlón pero sin preparación específica hasta que en 2011 decide centrarse en el duatlón dejando apartado el atletismo.
Ganó nueve medallas en el Campeonato Mundial de Duatlón entre los años 2012 y 2019, cuatro medallas en el Campeonato Europeo de Duatlón entre los años 2015 y 2019 y varios campeonatos de España.
En el Campeonato de Europa de Duatlón de 2022 anuncia su retirada del duatlón internacional.
| Campeonato Mundial | Campeonato Mundial    | Campeonato Mundial | Campeonato Mundial |
| Año                | Lugar                 | Medalla            | Prueba             |
| ------------------ | --------------------- | ------------------ | ------------------ |
| 2012               | Nancy (Francia)       | Medalla de oro     | Individual         |
| 2013               | Cali (Colombia)       | Medalla de plata   | Individual         |
| 2014               | Pontevedra (España)   | Medalla de bronce  | Individual         |
| 2014               | Pontevedra (España)   | Medalla de plata   | Relevo mixto       |
| 2015               | Adelaida (Australia)  | Medalla de oro     | Individual         |
| 2016               | Avilés (España)       | Medalla de plata   | Individual         |
| 2016               | Avilés (España)       | Medalla de oro     | Relevo mixto       |
| 2017               | Penticton (Canadá)    | Medalla de plata   | Individual         |
| 2019               | Pontevedra (España)   | Medalla de plata   | Individual         |
| Campeonato Europeo |                       |                    |                    |
| Año                | Lugar                 | Medalla            | Prueba             |
| 2015               | Alcobendas (España)   | Medalla de plata   | Individual         |
| 2017               | Soria (España)        | Medalla de oro     | Individual         |
| 2018               | Ibiza (España)        | Medalla de bronce  | Individual         |
| 2019               | Târgu Mureș (Rumania) | Medalla de plata   | Individual         |